# Госфордский крест
Госфордский крест, крест Госфорта (англ. Gosforth Cross) — высокий каменный англосаксонский крест на кладбище церкви Святой Марии в Госфорте (англ.), в английском графстве Камбрия, датируемый первой половиной X века н. э. Эта территория, ранее входившая в состав королевства Нортумбрия, была заселена скандинавами в IX или X веке. Приобрёл известность благодаря сочетанию христианских символов с нордическими символами, являясь ощутимым свидетельством влияния христианизации Скандинавии.

## Описание
Содержит сложные резные фигурки, которые были истолкованы как символы и сцены из скандинавской мифологии, подобно тому, как рунические камни в Еллинге изображают Иисуса со скандинавскими мифологическими персонажами. Образцом послужил дизайн креста, возникший во время христианизации Ирландии. Крест Госфорта был впервые идентифицирован в 1886 году антикваром-любителем Чарльзом Арунделом Паркером в его книге «Древние кресты в Госфорде и Камберленде». Он показал, что на кресте изображены сцены, описанные в «Старшей Эдде». К ним относятся изображения, распознанные как:
- Локи, связанный со своей женой Сигюн, защищающей его.
- Бог Хеймдалль, держащий рог.
- Бог Видар, разрывающий челюсти Фенрира.
- Неудачная попытка Тора поймать Ёрмунганд, Змея Мидгарда.

В настоящее время среди учёных обсуждается вопрос о том, были ли эти источники добавлены к кресту из уважения к верованиям викингов или как способ найти параллели между скандинавской мифологией (Рагнарёк, смерть Бальдра) с христианской мифологией (Апокалипсис, распятие Христа). Среди параллелей — связывание Локи как аллегория связывания Сатаны, смерть Бальдра в сопровождении Хёда и Нанны равнозначна смерти Христа, свидетелем которой являются Лонгин Сотник и Мария Магдалина, а битва Одина с Суртом похожа на то, как Христос в конечном счёте побеждает дьявола.
Помимо этого, основание креста имеет древовидный дизайн, напоминая кору. Это возможная параллель между Иггсдрасилем и Деревом жизни, представленными в соответствующих мифологиях.
Крест также содержит христианскую символику, включая изображение распятия Христа. Сочетание христианской и скандинавской языческой символики на кресте может свидетельствовать об использовании языческих сюжетов для иллюстрации христианского учения. Христос здесь изображён как божество силы, поэтому он отсутствует непосредственно на кресте вверху. Он часто рассматривался в культуре викингов как божество власти.
Крест имеет высоту 4,4 метра и сделан из красного песчаника. По оценкам, он датируется 920—950 годами и до сих пор находится в довольно хорошем состоянии. Судя по его оформлению, резчики находились под сильным влиянием англосаксонской резьбы по камню. Из-за важности Госфордского креста в Музее Виктории и Альберта выставлена его копия, сделанная в 1882 г.

## Галерея
Изображения были опубликованы Финнуром Йонссоном в «Goðafræði Norðmanna og Íslendinga eftir Heimildum» в 1913 г.; идентификация изображений предложена Йонссоном.

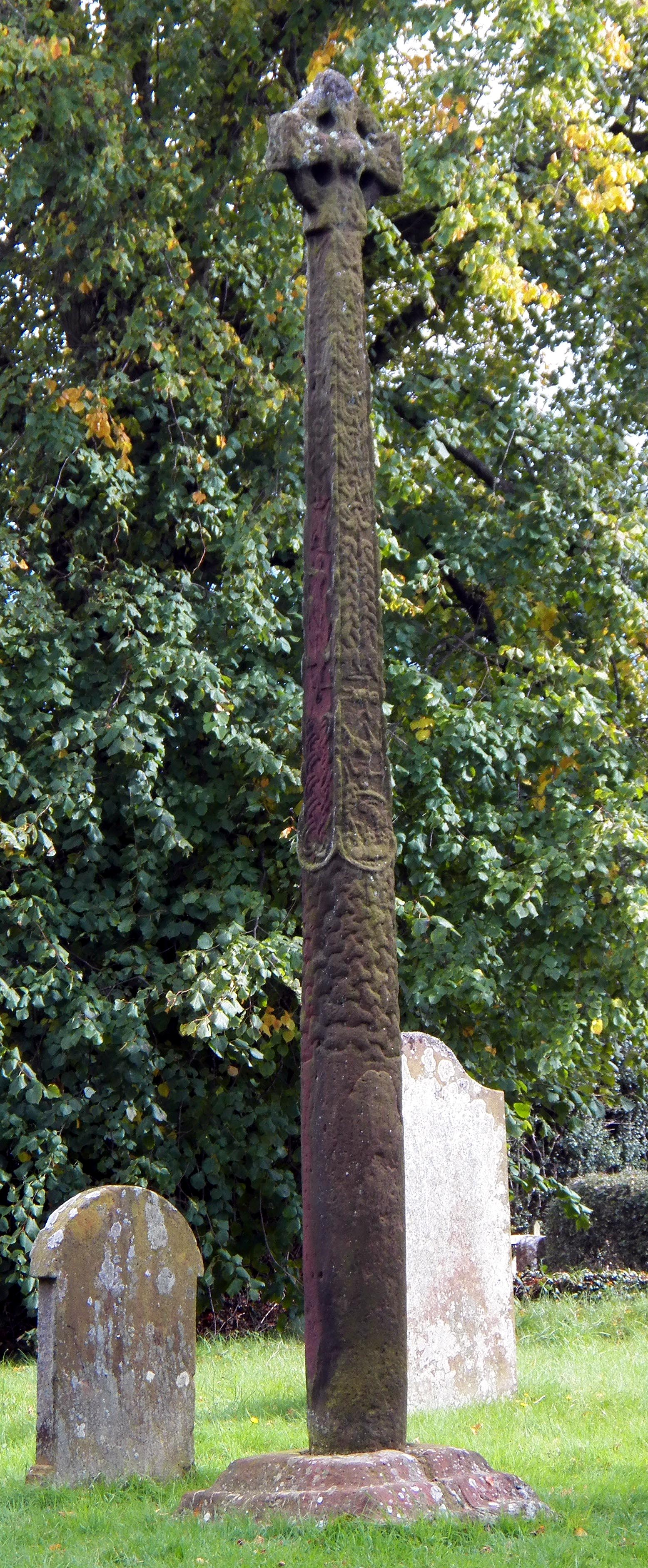
Крест Госфорта, вид с северо-запада
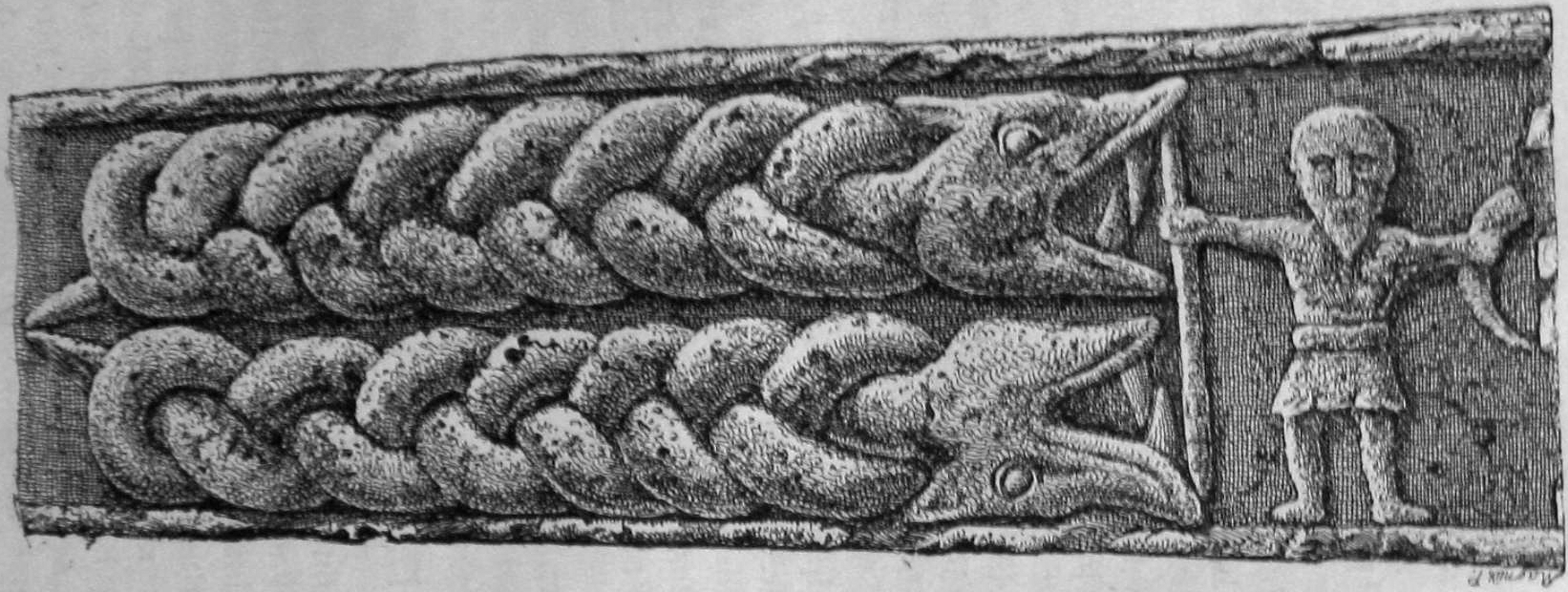
Фенрир и Хеймдалль
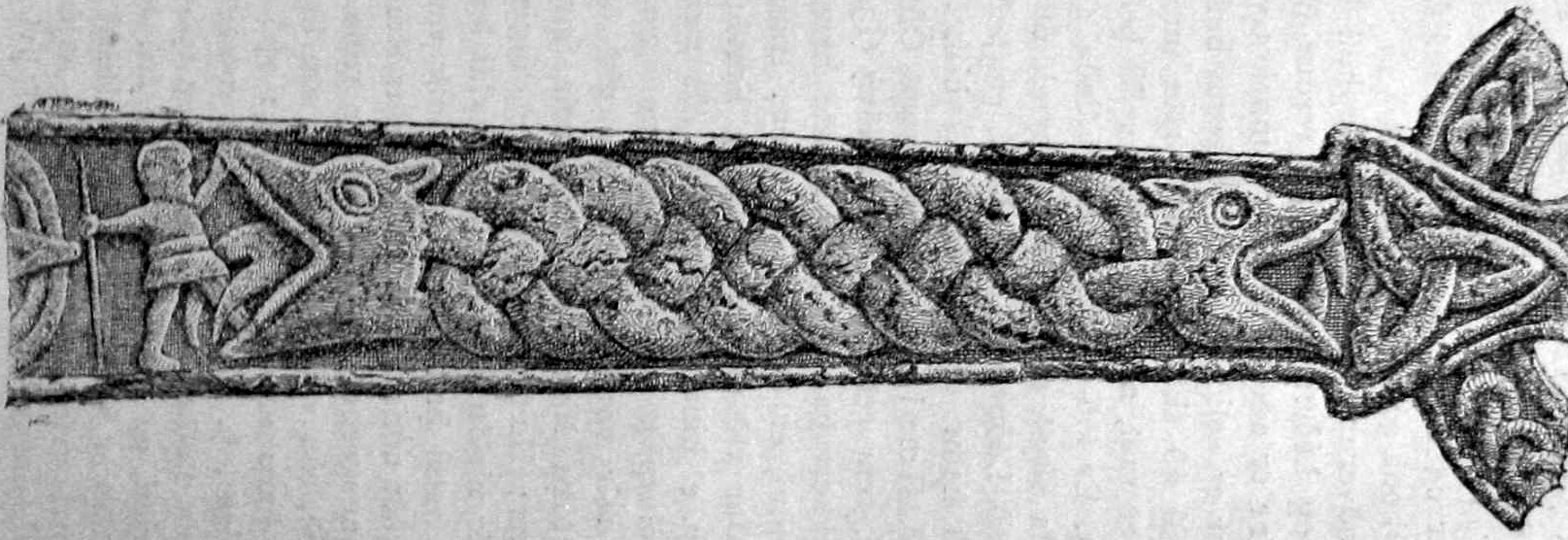
Секция креста с изображением Видара
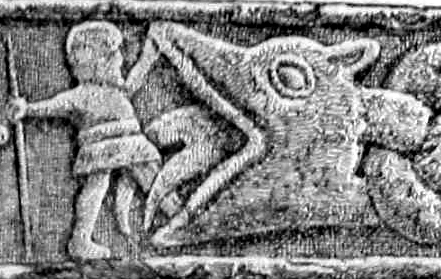
Битва Видара с Фенриром в Рагнарёк
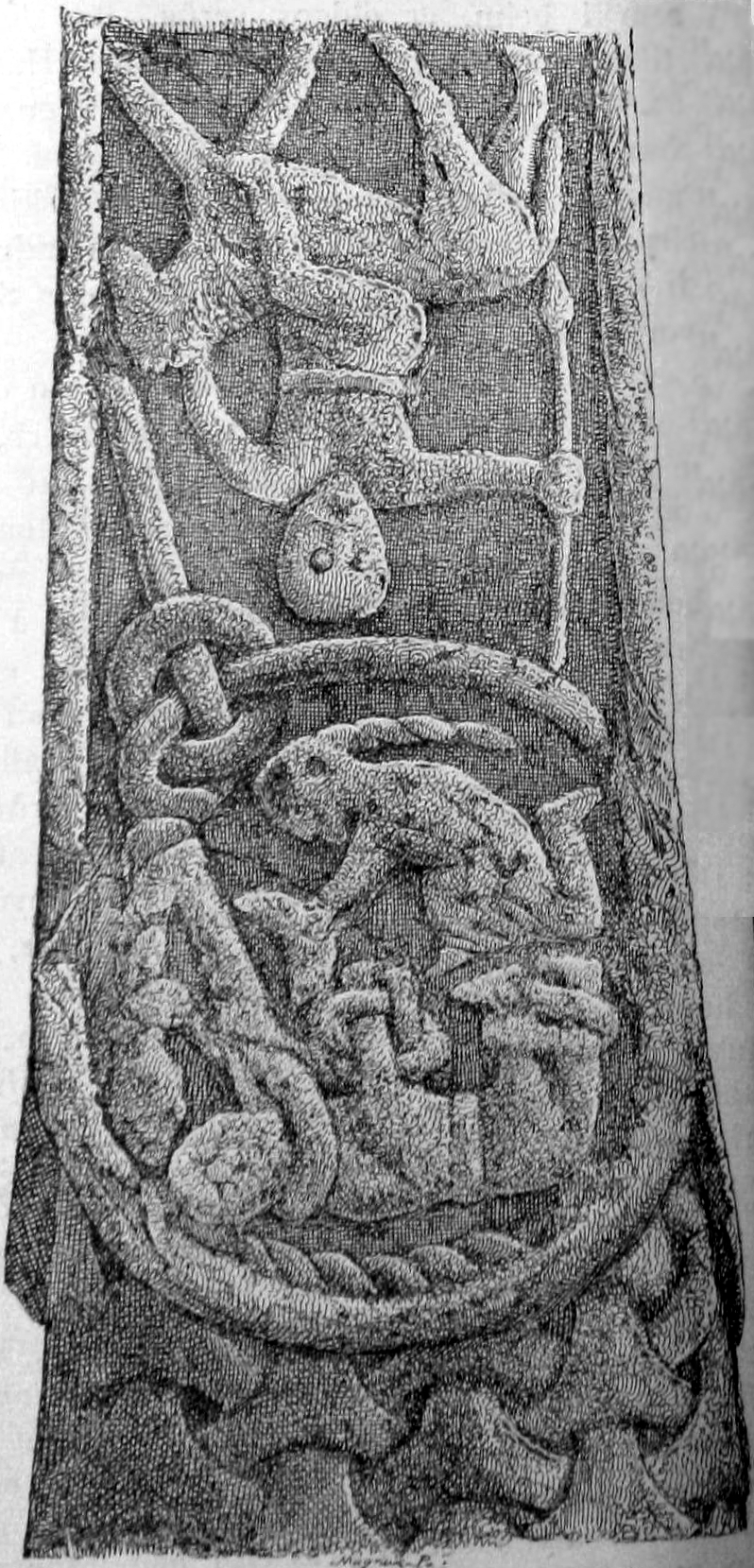
Связанный Локи

## Ресурсы
- Film about the Gosforth Cross
- «Four sides of the Gosforth Cross»
- Megalithic Portal
- Gosforth Cross